# Genlis
Genlis település Franciaországban, Côte-d’Or megyében. Lakosainak száma 5125 fő (2022. január 1.). Genlis Izier, Tart-le-Bas, Varanges, Beire-le-Fort, Cessey-sur-Tille, Labergement-Foigney, Magny-sur-Tille és Longeault-Pluvault községekkel határos.

## Népesség
A település népességének változása:
| Lakosok száma | 3219 | 4936 | 5241 | 5434 | 5480 | 5342 | 5315 | 5231 | 5190 | 5125 |
|               | 1968 | 1982 | 1990 | 2006 | 2013 | 2015 | 2017 | 2019 | 2020 | 2022 |